# Cratocnema testaceum
Cratocnema testaceum är en stekelart som beskrevs av Szepligeti 1914. Cratocnema testaceum ingår i släktet Cratocnema och familjen bracksteklar. Inga underarter finns listade i Catalogue of Life.